# Mr. Robinson Crusoe
Mr. Robinson Crusoe é um filme americano pre-code de 1932.
É um dos poucos filmes falados estrelados por Douglas Fairbanks Sr., em seu penúltimo papel no cinema; Fairbanks também produziu o filme e forneceu a história durante a Grande Depressão. O filme foi dirigido por A. Edward Sutherland, um veterano diretor de cinema mudo, para a Elton Productions de Fairbanks, e lançado pela United Artists. Steve Drexel (interpretado por Fairbanks) mostra um otimismo ardente e espírito de poder que combina com a persona de tela de Fairbanks que aparece em seus filmes mais populares.
A aventura de comédia dos Mares do Sul apresentou filmagens em locações no Taiti  com títulos de trabalho sendo Tropical Knight, A Modern Robinson Crusoe e Robinson Crusoe of the South Seas.

## Elenco
- Douglas Fairbanks como Steve Drexel
- William Farnum como William Belmont
- Earle Brown como Professor Carmichael
- Maria Alba como sábado

## Enredo
O filme abre com um cartão de título que diz: "Desde que Adão e Eva foram banidos do Jardim do Éden, o homem procurou em vão encontrar consolo, conforto e prazeres terrenos em um mundo artificial de sua própria criação. vem aquela herança eterna do desejo de todo homem de dar as costas à chamada civilização, de voltar à natureza e deleitar-se com as glórias e a liberdade de um paraíso primitivo."
O personagem de Fairbanks, Steve Drexel, voluntariamente se isola em uma ilha deserta em uma aposta. Ele pretende recriar a civilização (na forma de Nova York) e esculpir uma casa confortável, completa com uma placa dizendo 52nd Street e Park Avenue fora da selva. Drexel é acompanhado por seu cachorro e faz amizade com um macaco nativo, um papagaio e uma cabra selvagem que é capturada em uma de suas armadilhas. Ele tenta cultivar um nativo "caçador de cabeças" como seu Man Friday de Robinson Crusoe , mas falha quando o nativo escapa.
Uma mulher interpretada pela atriz Maria Alba foge de um casamento que não quer em uma ilha vizinha e fica presa em um de seus aparelhos. Ele a chama de sábado e ela se torna o interesse amoroso do filme. Na tentativa de se comunicar com o sábado, ele tenta alemão, espanhol e, em seguida, Pig Latin. Ao longo do filme, ela lentamente aprende inglês rudimentar.
Eventualmente, os nativos de uma ilha próxima atacam o assentamento de Fairbanks a mando dos homens que apostaram contra o personagem principal. O herói derrota os nativos hostis assim que seus amigos chegam e ele ganha a aposta. Coincidentemente com sua chegada, um grupo de guerra separado de nativos (chamados de caçadores de cabeças) chega e ataca. Steve Drexel os distrai enquanto seus amigos salvam seus animais e vão para o iate. Após uma perseguição angustiante, ele acaba fugindo com seus amigos, animais e a garota Sábado no iate que o trouxe até lá. Ele a leva de volta a Nova York, onde ela se apresenta para uma multidão apreciativa no Ziegfeld Follies.